# 程正迪
程正迪（1949年—），生于上海，是美籍华裔高分子科学家和化学工程师，长江学者，主要从事高分子凝聚态物理学研究。曾任艾克朗大學高分子科学与工程学院院长。2008年當選美国国家工程院院士。

## 早年生活和教育
程正迪的父親是一位电子工程师。程正迪经历過上山下乡。1977年程正迪获得上海华东师范大学数学学士学位，後來來到华东纺织工学院擔任數學教師。不過此時他開始對华东纺织工学院的高分子材料专业產生興趣，並且師從钱宝均。1981年獲得华东纺织工学院高分子科学与工程硕士学位。1985年5月，程正迪获得伦斯勒理工学院高分子化学博士学位。  之後他做了两年的博士后。

## 职业
1987年10月，程正迪成為艾克朗大學高分子科学助理教授。 1991年晋升为终身副教授，1995年晋升为高分子科学教授。 2001年至2005年，程正迪出任艾克朗大學高分子科学系主任，并于2007年8月1日出任艾克朗大學高分子科学与工程学院院长。 
2013年3月，程正迪獲頒美国物理学会高分子物理奖。